# Fučai od Wua
Kralj Fučai od Wua (kineski: 吳王夫差 ili 吴王夫差; Wú Wáng Fūchāi) (vladao 495. prije nove ere – 473. prije nove ere) bio je drevni kineski vladar, posljednji kralj (i vladar) države Wu u drevnoj Kini.
Bio je sin kralja Helüa od Wua i njegove žene te brat Boa i Shana. 
Postao je kralj nakon očeve smrti.
494. prije nove ere Fučai je pobijedio vojsku Yuea. Sklopio je savez s vladarom Yuea, kraljem Goujianom.
Nakon bitke, Fučai je dao izgraditi kanal Han (邗溝). Pobijedio je i Qi.
Međutim, Fučai je upoznao ženu iz Yuea, Xi Shi, koja je bila slavna po svojoj ljepoti. Xi Shi ga je opčinila te je kralj Goujian napao Wu, i Fučai se ubio.

## Djeca
Fučai je imao barem 4 sina, a imena trojice su nam danas znana:
- You
- Hong
- Hui

Car Gaozu od Hana je čovjeku zvanom Wu Rui dao naslov princa od Changshe; taj je čovjek tvrdio da je potomak Fučaija.